# Pol Carreras
Pol Carreras Torras (Barcelona, 17 de enero de 1990) es un esquiador español que destacó en categorías inferiores.

## Trayectoria
- En categorías inferiores ha logrado varias victorias y podios en Eslalon Gigante y Eslalon.
- 14 veces podio en Campeonatos de España
- 6 veces Campeón de España
  - Super Gigante (2009)
  - Eslalon Gigante (2014)
  - Eslalon (2010, 2011, 2012 y 2014).
- En categoría Junior ha disputado a su vez tres Mundiales logrando como mejor resultado un 38.º puesto en el Eslalon Gigante de 2009.
- Juegos Olímpicos de Invierno en Sochi 2014
- Campeonato Mundial de Esquí Alpino de 2011
- Campeonato Mundial de Esquí Alpino de 2013
- En la Copa del Mundo
  - Su única participación fue en el Eslalon de Adelboden, el 12 de enero de 2014, no clasificándose para la 2.ª manga al quedar 53.º en la 1.ª manga.

## Palmarés

### Juegos Olímpicos
- 1 Participación (2 pruebas)
- Mejor resultado: No finalizó la 1.ª Manga ni en el Eslalon Gigante ni en el Eslalon en Sochi 2014

### Mundiales
- 2 Participaciones (2 pruebas)
- Mejor resultado: No finalizó la 1.ª Manga en el Eslalon en Garmisch-Partenkirchen 2011 ni en Schladming 2013

### Copa del Mundo
- 1 Participación (1 prueba)